# Comuna Bondari, Ovruci
Bondari (în ucraineană Бондарівська сільська рада) este o comună în raionul Ovruci, regiunea Jîtomîr, Ucraina, formată din satele Bondari (reședința), Bondarivka, Krasnosilka și Papirnea.

## Demografie
Componența lingvistică a comunei Bondari
     Ucraineană (98,7%)
     Alte limbi (1,25%)
Conform recensământului din 2001, majoritatea populației comunei Bondari era vorbitoare de ucraineană (98,7%), existând în minoritate și vorbitori de alte limbi.